# Československé velvyslanectví v Londýně
Československé velvyslanectví v Londýně je budova na rozhraní londýnských čtvrtí Kensington a Notting Hill, přesněji na nároží ulice Kensington Palace Gardens. Nechala ji postavit československá vláda na základě architektonického návrhu Jana Šrámka, Jana Bočana a Karla Štěpánského z ateliéru Beta Projektového ústavu hlavního města Prahy. Tým vedl architekt Šrámek. Budova je slohově řazena k brutalismu. Stavba začala v roce 1965, dokončena byla roku 1970. Velvyslanectví se do budovy přemístilo z tradičního pronajatého sídla na Grosvenor Place, které Československo využívalo od konce první světové války.
Stavba se dělí na dva objekty. Menší je obrácen do ulice Kensington Palace Gardens a původně sloužil k pracovním potřebám. Druhý vede do ulice Notting Hill Gate, ten měl zejména obytnou funkci. Po rozpadu československé federace menší budovu získala Slovenská republika, z obytné bylo vytvořeno sídlo velvyslanectví České republiky.
Stavba je vybudována ze železobetonových panelů, skla a dřevěných přepážek. Tvůrci se programově stavěli proti dekorativismu, takže na budově jsou záměrně ponechány například rýhy, které zůstaly v betonu po sbíječkách či bednění – jak bylo v brutalistickém stylu obvyklé. V budově jsou nicméně i obrazy, sochy, reliéfy, grafiky a tapisérie (Stanislava Kolíbala, Adrieny Šimotové, Aleše Veselého, Jiří Johna, Evy Kmentové), byť povětšinou abstraktní, aby nerušily brutalistický charakter stavby.
Na dokončovacích pracích se podílel i významný britský architekt a ctitel brutalismu Robert Matthew, který udělal hodně pro její reklamu a dobrou pověst. V roce 1971 budova také získala nejprestižnější britskou architektonickou cenu RIBA (Royal Institute of British Architects), a to za nejlepší stavbu vytvořenou v Británii zahraničními architekty. Komise RIBA tehdy ve zdůvodnění uvedla, že „na rozdíl od mnoha prefabrikovaných betonových staveb tato je rafinovaným příkladem svého druhu, s obratně technicky i esteticky zvládnutými detaily“.